# Шелепова, Анастасия Михайловна
Анастасия Михайловна Шелепова (6 ноября 1933 года, деревня Дягилево, Селижаровский район, Калининская область) — бригадир машинистов Калининского комбината искусственной кожи «Искож» Министерства лёгкой промышленности РСФСР. Герой Социалистического Труда (1971).

## Биография
Родилась в 1933 году в крестьянской семье в деревне Дягилево Селижаровского района Калининской области. Во время Великой Отечественной войны подростком трудилась в местном колхозе наравне со взрослыми. В 1949 году переехала в Калинин, где поступила в школу фабрично-заводского обучения при Калининском резиноподошвенном заводе (с 1953 года — Калининский комбинат искусственной кожи «Искож»). Работала на клеепромазочных станках, доставленных из Германии. Позднее руководила бригадой из восьми рабочих. За освоение производства новой продукции и по трудовым итогам Семилетка (1959—1965) была награждена Орденом Ленина.
В начале Восьмой пятилетки (1965—1970) бригада Анастасии Шелеповой взяла социалистическое обязательство завершить пятилетку за 4 года и 8 месяцев. Бригада организовала безостановочное производство искусственной кожи, в результате чего значительно повысилась производительность труда и пятилетка была выполнена за 4 года и 2 месяца. Указом Президиума Верховного Совета СССР от 5 апреля 1971 года «за выдающиеся успехи в досрочном выполнении заданий пятилетнего плана и большой творческий вклад в развитие производства тканей, трикотажа, обуви, швейных изделий и другой продукции легкой промышленности» удостоен звания Героя Социалистического Труда с вручением ордена Ленина и золотой медали «Серп и Молот».
Избиралась делегатом XXIV съезда КПСС.
Проработала на заводе около сорока лет. С 1976 года — мастер производственного обучения в ПТУ. Воспитала десятки квалифицированных рабочих.
В 1990 году вышла на пенсию. Проживает в Твери.
Награды
- Герой Социалистического Труда
- Орден Ленина — дважды (09.06.1966; 1971).